# Ali Abdo
Ali Abdo (Persa: علي عبدو) foi um boxeador iraniano e fundador do Persepolis Football Club em dezembro de 1963. Ele também era um cidadão americano e tinha um passaporte com nome de "Alan Morgan". 